# Dalea tenuifolia
Dalea tenuifolia är en ärtväxtart som först beskrevs av Asa Gray, och fick sitt nu gällande namn av Lloyd Herbert Shinners. Dalea tenuifolia ingår i släktet Dalea, och familjen ärtväxter. Inga underarter finns listade i Catalogue of Life.